# Mistrzostwa Afryki juniorów młodszych w lekkoatletyce
Mistrzostwa Afryki juniorów młodszych w lekkoatletyce – zawody lekkoatletyczne organizowane pod egidą Confederation of African Athletics dla zawodników w wieku 16–17 lat począwszy od 2013 roku. 
Pierwsza edycja zawodów odbyła się w marcu 2013 roku.

## Edycje
| Edycja | Gospodarz | Data                 | Źródła      |
| ------ | --------- | -------------------- | ----------- |
| 2013   | Warri     | 28–31 marca          | [ 3 ] [ 4 ] |
| 2015   | Réduit    | 23–26 kwietnia       | [ 5 ]       |
| 2019   | Abidżan   | 16–20 kwietnia       | [ 6 ]       |
| 2023   | Ndola     | 29 kwietnia – 3 maja | [ 7 ] [ 8 ] |
| 2025   | Oran      |                      | [ 9 ]       |